# Ocoelophora dubia
Ocoelophora dubia är en fjärilsart som beskrevs av Alfred Ernest Wileman 1914. Ocoelophora dubia ingår i släktet Ocoelophora och familjen mätare. Inga underarter finns listade i Catalogue of Life.